# Ulica Sieroca w Poznaniu

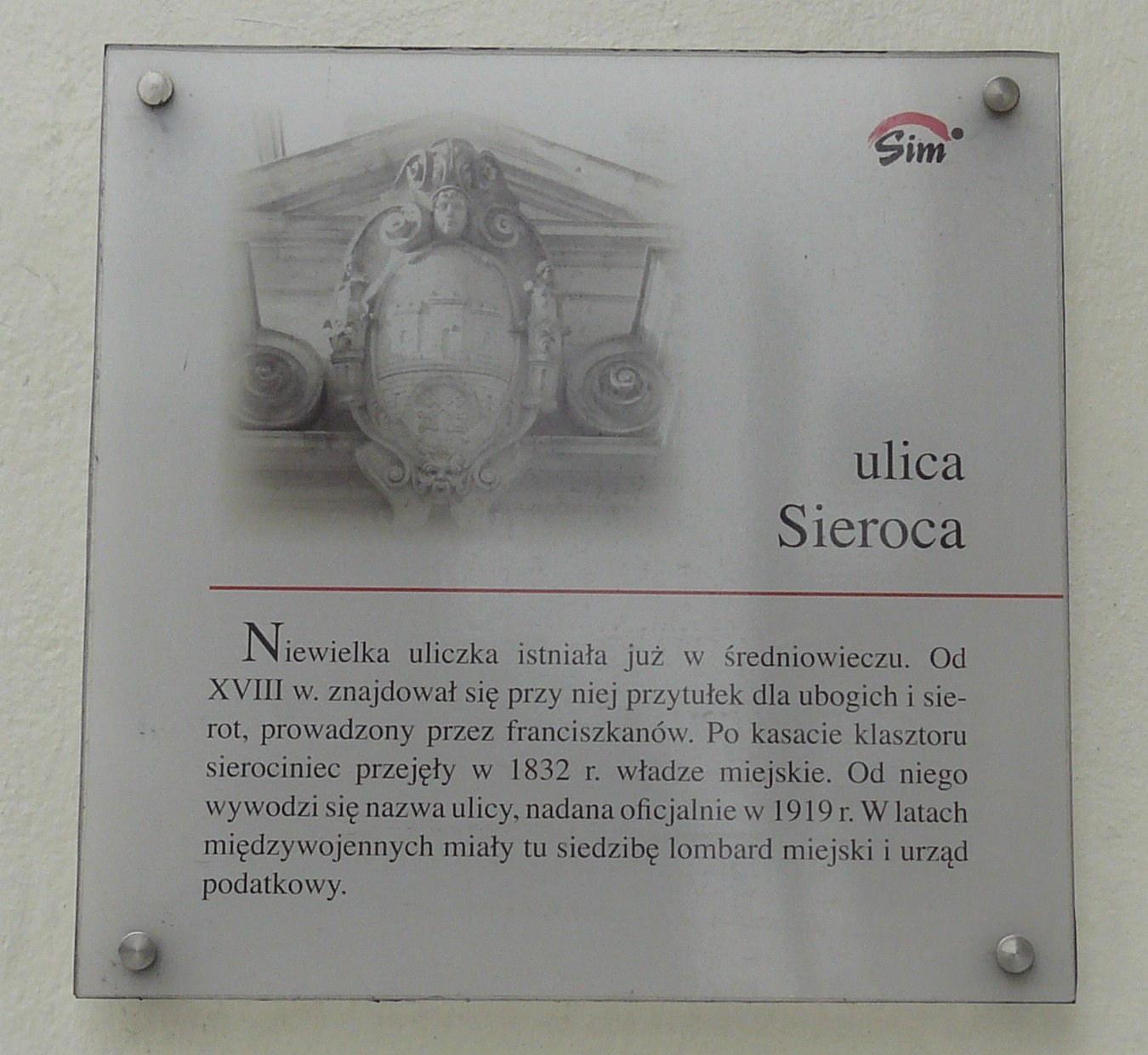

Ulica Sieroca (do 1918 i 1939-1946: Waisenstrasse) – ulica znajdująca się w Poznaniu na Starym Mieście na osiedlu Stare Miasto.

## Przebieg i charakter
Swój bieg zaczyna przy ulicy Franciszkańskiej, biegnie dalej na południe, przecina ulicę Paderewskiego, kończy się na skrzyżowaniu z ul. Kozią. Nazwa pochodzi od budynku sierocińca, stojącego przy tej ulicy. Sierociniec założyło miasto w 1832 roku w budynku po klasztorze franciszkanów.
Przy niej stoją zabudowania klasztorne franciszkanów. Pod numerem 10 ma siedzibę Powiatowa Stacja Sanitarno-Epidemiologiczna w Poznaniu.
Pod numerem trzecim założył siedzibę w 1935 Związek Zawodowy Pracowników Bankowych i Kas Oszczędności. Po stronie zachodniej działała natomiast Drukarnia Mieszczańska i (bliżej ulicy Franciszkańskiej) lombard miejski oraz urząd podatkowy wraz z kasą miejską. Lombard cieszył się ogromną popularnością w dobie wielkiego kryzysu, kiedy to ustawiały się do niego długie kolejki. Od 1935 kierował nim Wacław Wojczyński z Mieściska, zamordowany w 1944 przez bandę UPA w Baligrodzie. Obiekt mieścił również biura Inspektoratu Szkolnego. Werbowano tutaj do pracy nauczycieli szkół ludowych, zwłaszcza polonistów, na których było ogromne zapotrzebowanie po zaborach i germanizacji.